# Farglory Financial Center
Das Farglory Financial Center (chinesisch 遠雄金融中心, Pinyin Yuǎn xióng jīnróng zhōngxīn) ist ein 32-stöckiger Wolkenkratzer in Xinyi, Taipeh, Taiwan. Das Farglory Financial Center hat eine strukturelle Höhe von 208 Metern.
Der Wolkenkratzer wurde 2013 fertiggestellt und wurde vom taiwanischen Architekt C.Y. Lee im postmodernen Stil entworfen. Es ist das neunthöchste Gebäude in Taiwan. Die Höhe des Gebäudes beträgt 208 m, die Grundfläche beträgt 61.147,58 m² und es umfasst 32 oberirdische Stockwerke sowie 4 Untergeschosse. Das Farglory Financial Center ist der Sitz des Hauptsitzes der Farglory Group.